# لیلا لیدز
لیلا لیدز (انگلیسی: Lila Leeds; ۲۸ ژانویهٔ ۱۹۲۸ – ۱۵ سپتامبر ۱۹۹۹) هنرپیشه اهل ایالات متحده آمریکا بود.
وی بازیگر فیلم‌هایی همچون خیابان دلفین سبز و بانوی دریاچه بوده‌است.